# 阿罗勒 (孚日省)
阿罗勒（法語：Harol，法語發音：[aʁɔl] ⓘ）是法国大東部大區孚日省的一个市镇，属于埃皮纳勒区。

## 地理
阿罗勒（48°9'7"N, 6°14'50"E）面积27.34 平方千米，位于法国大東部大區孚日省，该省份为法国东北部内陆省份，北起默兹省和默尔特-摩泽尔省，西接上马恩省，南至上索恩省和贝尔福地区省，东临上莱茵省和下莱茵省。
与阿罗勒接壤的市镇（或旧市镇、城区）包括：达马和贝特涅、伊隆河畔维尔、沙穆瓦洛格约、多马坦欧布瓦、埃克勒、戈雷。

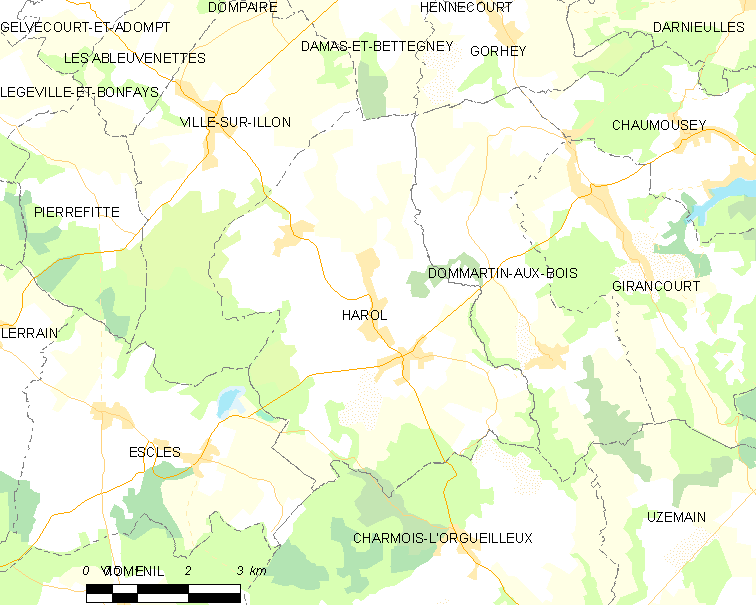
的OSM定位图

阿罗勒的时区为UTC+01:00、UTC+02:00（夏令时）。

## 行政
阿罗勒的邮政编码为88270，INSEE市镇编码为88233。

## 政治
阿罗勒所属的省级选区为达尔内县。

## 人口

1962-2008年间人口变化图示

阿罗勒于2022年1月1日时的人口数量为627人。